# Achille Silvestrini
Achille Silvestrini, född 25 oktober 1923 i Brisighella, Italien, död 29 augusti 2019 i Vatikanstaten, var en av katolska kyrkans kardinaler, en erfaren diplomat i Heliga stolens tjänst och prefekt för kongregationen för de östliga kyrkorna 1991–2000. Han blev kardinal 1988.

## Biografi

### Bakgrund
Achille Silvestrini föddes i Brisighella i stiftet Faenza (från 1986 Faenza-Modigliana) i norra Italien. Han utbildades vid seminariet i Faenza från 1942 och studerade vid Universitetet i Bologna och så småningom blev doktor i klassisk filologi.

### Präst
Silvestrini vigdes till präst den 13 juli 1946, 22 år gammal. Därefter studerade han vidare vid Lateranuniversitetet i Rom,[12] där han doktorerade i utroque iuris - både civil och kyrklig lag. Sedan, på begäran av påven Pius XII (1939-58), började han på den heliga stolens diplomatiska skola, där han tog examen 1952.

### Påvlig diplomati
Den 1 december 1953 anslöt han sig till Vatikanens diplomatiska tjänst vid statssekretariatets sektion för extraordinära kyrkliga angelägenheter med ansvar för frågor som rör Vietnam, Kina, Indonesien och Sydostasien i allmänhet. Han var mellan 1958 och 1969 personlig sekreterare till kardinalsekreterarna i statssekreterarna Domenico Tardini och sedan Amleto Giovanni Cicognani.
Han arbetade mellan 1969 och 1979 på statssekretariatets avdelning för diplomatisk kontakt med staterna och ansvarade för sektionen för internationella organisationer, fred, nedrustning och mänskliga rättigheter.
1972 var han biträdande rådgivande delegat till Helsingfors för att förbereda Organisationen för säkerhet och samarbete i Europa (OSSE). Han deltog i alla faser av konferenserna i Helsingfors och Genève och var biträdande chef för delegationen till mötet i Belgrad för verifiering och utveckling av slutdokumentet från Helsingfors 1977. Han var chef för delegationen för Heliga stolen.  FN:s konferens om fredlig användning av kärnkraft i Genève 1971 och till konferensen om ingående av avtalet om icke-spridningsavtalet om kärnvapen i Genève 1975.
Han utnämndes den 28 juli 1973 till undersekreterare vid statssekretariatets avdelning för diplomatisk kontakt med olika länder.

### Biskop
Den 4 maj 1979 utnämndes han till titulär biskop av Novaliciana med den personliga titeln ärkebiskop och sekreterare för statssekretariatets avdelning för diplomatisk kontakt med staterna av påven Johannes Paulus II. Han vigdes till biskop den 27 maj 1979 i Vatikanen av påven. Han var chef för Vatikanens delegation för översynen av Laterankonkordatet med den italienska regeringen (1979-84), Vatikanens representant vid mötet om säkerhet och samarbete i Europa i Madrid (1980-83), till Malta 1981, för Falklandskriget i Buenos Aires 1982, till Nicaragua och El Salvador 1983, till Haiti för ändringen av Concordat 1984, till 10-årsdagen av undertecknandet av slutdokumentet från konferensen om säkerhet och samarbete i Europa i Helsingfors 1985, till Malta för avtalet om religiösa skolor 1985, till Libanon och Syrien 1986, till Malta för frågor som rör relationen mellan kyrka och stat 1986, till Polen 1987.

### Kardinal
Den 28 juni 1988 utnämndes han till kardinaldiakon av San Benedetto fuori Porta San Paolo av påven Johannes Paulus II. Han utnämndes till prefekt för den apostoliska signaturen den 1 juli 1988. Från den 24 maj 1991 förflyttades han och utnämndes till prefekt för kongregationen för de östliga kyrkorna och blev samtidigt storkansler för det påvliga orientaliska institutet.
I sin prästerliga tjänst var han särskilt bekymrad över de unga i Villa Nazareth, som grundades 1945 av kardinal Domenico Tardini. Från 1969 tog han initiativet till en gemenskap som bestod av en grupp före detta elever och anhängare. Ur detta skapade han 1986 stiftelsen Comunità Domenico Tardini.
Silvestrini gick i pension som prefekt för kongregationen för de östliga kyrkorna den 25 november 2000, 77 år gammal.
Kardinal Silvestrini deltog från 2003 i en grupp likasinnade prelater som träffades årligen i januari från 1995 till 2006 i Sankt Gallen i Schweiz för att diskutera reformer angående utnämningen av biskopar, kollegialitet, biskopskonferenserna, påvlig företräde och sexualmoral; de var inte överens om allt och alla, men de delade åsikten att kardinal Joseph Ratzinger inte var den sortens kandidat de hoppades få se vald i nästa påvliga val.
Redan före påven Johannes Paulus II:s död uttalade han att han ansåg att en senare påves avgång var tänkbar.
Silvestrini var bland de närvarande när påven Johannes Paulus II dog.
Dagarna innan konklaven som slutade med att påven Benedikt XVI valdes, sade Silvestrini att nästa påve borde ta upp förhållandet mellan påven och världens biskopar: ”Istället för splittring finns det en känsla av distans. Biskoparna anser sig vara något avlägsna från det som pågår i Rom”. Han föreslog skapandet av ett valt rådgivande biskopsråd som skulle främja "kollegialitet" mellan dem och påven och den romerska kurian.
 

2010 gjorde Silvestrini en bedömning av påven Pius XII:s uppträdande under andra världskriget – han hade arbetat med honom från strax efter krigsslutet. Han berättade för den engelskspråkiga pressen: 
| ” | Under den tragiska perioden var [Pius] oroad över att tyskarna lämnade Rom i fred och respekterade dess heliga karaktär. Detta gjorde han inte mot judarna, eftersom påven trodde att en protest skulle ha varit kontraproduktiv. Samtidigt arbetade han dock för att så många judar som möjligt skulle få skydd i kyrkor och katolska institutioner.... Pius XII ansåg att det som hänt de nederländska biskoparna var en varning att inte göra detsamma. Det nederländska biskopsämbetet hade skrivit ett brev som fördömde den "skoningslösa och orättvisa behandlingen som är förbehållen judarna".... Avsikterna var de bästa, men resultaten var katastrofala... Det var just det land där präster och biskopar mest högljutt fördömde de antijudiska förföljelserna som hade fler deportationer än någon annan nation i Västeuropa. | „ |

Efter valet av Franciscus år 2013 sade Silvestrini att kyrkan behöver «starta från ett annat vatikankoncilium, med det som ännu inte har blivit genomfört och det som behöver genomföras.»